# Thailand Futsal League 2022
Die Thailand Futsal League 2022 war die 15. Saison der höchsten thailändischen Futsalliga seit ihrer Gründung im Jahr 2006. Die Saison startete mit dem ersten Spieltag am 2. Juli 2022 und endete mit dem letzten Spieltag am 25. Dezember 2022. Titelverteidiger war der Chonburi Bluewave Futsal Club.

## Teilnehmende Mannschaften
| Mannschaft                          | Standort      |
| ----------------------------------- | ------------- |
| Bangkok BTS Futsal Club             | Bangkok       |
| Black Pearl United Futsal Club      |               |
| Cat Futsal Club                     | Bangkok       |
| Chonburi Bluewave Futsal Club       | Chonburi      |
| Hongyen Thakam Futsal Club          | Ban Phaeo     |
| Kasem Bundit University Futsal Club | Bangkok       |
| Mahasarakham Futsal Club            | Maha Sarakham |
| Nonthaburi Futsal Club              | Nonthaburi    |
| Phetchaburi Rajabhat Futsal Club    | Phetchaburi   |
| Port Futsal Club                    | Bangkok       |
| Rajnavy Futsal Club                 | Bangkok       |
| Surat Thani Futsal Club             | Surat Thani   |
| Thai Army Futsal                    |               |
| Thammasat Young Blood Futsal Club   |               |

## Abschlusstabelle
Saisonende 2022
| Pl. | Verein                              | Sp. | S  | U | N  | Tore    | Diff. | Punkte |
| --- | ----------------------------------- | --- | -- | - | -- | ------- | ----- | ------ |
| 1.  | Port Futsal Club                    | 26  | 21 | 3 | 2  | 112:430 | +69   | 66     |
| 2.  | Hongyen Thakam Futsal Club          | 26  | 20 | 2 | 4  | 099:430 | +56   | 62     |
| 3.  | Black Pearl United Futsal Club      | 26  | 18 | 3 | 5  | 099:550 | +44   | 57     |
| 4.  | Chonburi Bluewave Futsal Club (M)   | 26  | 18 | 2 | 6  | 125:540 | +71   | 56     |
| 5.  | Thammasat Young Blood Futsal Club   | 26  | 17 | 3 | 6  | 086:580 | +28   | 54     |
| 6.  | Bangkok BTS Futsal Club             | 26  | 16 | 4 | 6  | 088:550 | +33   | 52     |
| 7.  | Surat Thani Futsal Club             | 26  | 9  | 5 | 12 | 072:810 | −9    | 32     |
| 8.  | Phetchaburi Rajabhat Futsal Club    | 26  | 8  | 5 | 13 | 066:780 | −12   | 29     |
| 9.  | Rajnavy Futsal Club                 | 26  | 7  | 6 | 13 | 078:880 | −10   | 27     |
| 10. | Thai Army Futsal                    | 26  | 7  | 3 | 16 | 062:950 | −33   | 24     |
| 11. | Nonthaburi Futsal Club              | 26  | 6  | 5 | 15 | 052:770 | −25   | 23     |
| 12. | Kasem Bundit University Futsal Club | 26  | 6  | 3 | 17 | 057:940 | −37   | 21     |
| 13. | Cat Futsal Club                     | 26  | 6  | 1 | 19 | 056:980 | −42   | 19     |
| 14. | Mahasarakham Futsal Club            | 26  | 0  | 1 | 25 | 032:165 | −133  | 01     |